# ألمانية (جنين)
الألمانية  قرية من قرى الضفة الغربية وتتبع محافظة جنين، ومن القرى التي وقعت في حرب 1967.